# Nobius costatellus
Nobius costatellus är en skalbaggsart som beskrevs av Schmidt 1922. Nobius costatellus ingår i släktet Nobius och familjen Aphodiidae. Inga underarter finns listade i Catalogue of Life.